# Rudi Sailer
Rudolf Sailer detto Rudi (Kitzbühel, 15 luglio 1944) è un ex sciatore alpino austriaco.

## Biografia
Sciatore polivalente fratello di Rosi e Toni, a loro volta sciatori alpini, Rudi Sailer debuttò in campo internazionale in occasione del trofeo dell'Hahnenkamm 1962, il 20 gennaio a Kitzbühel in discesa libera (55º); in Coppa del Mondo esordì il 9 gennaio 1967 ad Adelboden in slalom gigante (13º), ottenne il primo piazzamento a punti il 19 marzo seguente a Vail nella medesima specialità (7º) e l'unico podio nella discesa libera della Val Gardena del 14 febbraio 1969, quando fu 3º dietro a Jean-Daniel Dätwyler e a Henri Duvillard.
Il suo ultimo piazzamento a punti in Coppa del Mondo fu l'8º posto ottenuto nella discesa libera di Wengen del 10 gennaio 1970; ai successivi Mondiali di Val Gardena 1970, sua unica presenza iridata, si classificò 7º nella medesima specialità e il 28 febbraio dello stesso anno vinse la discesa libera del memorial Michel Bozon di Chamonix, non valido per la Coppa del Mondo. Prese per l'ultima volta il via nel massimo circuito internazionale il 31 gennaio 1971 a Megève in discesa libera (20º) e l'ultimo risultato agonistico della sua carriera fu il 15º posto ottenuto nello slalom gigante preolimpico disputato il 12 febbraio dello stesso anno a Sapporo Teine; non prese parte a rassegne olimpiche.

## Palmarès

### Coppa del Mondo
- Miglior piazzamento in classifica generale: 19º nel 1969
- 1 podio (in discesa libera)
  - 1 terzo posto

### Campionati austriaci
- 2 medaglie[7][senza fonte]:
  - 1 argento (discesa libera nel 1970)
  - 1 bronzo (slalom gigante nel 1966)

### Campionati austriaci juniores
- 8 medaglie[7][senza fonte]:
  - 3 ori (discesa libera, combinata/1 nel 1962; slalom gigante nel 1963)
  - 3 argenti (slalom gigante/1, combinata/2 nel 1962; slalom gigante nel 1964)
  - 2 bronzi (slalom gigante/2, slalom speciale nel 1962)